# Alpe Adria Cup
La Alpe Adria Cup es una competición anual de baloncesto profesional para clubes de Europa Central. La liga comprende equipos de siete países: Austria, Croacia, República Checa, Polonia, Rumania, Eslovaquia y Eslovenia. Comenzó su andadura en la temporada 2015-16, y se juega bajo la normativa FIBA.

## Historia
La competición fue fundada en el verano de 2015 e inicialmente iba a tener la participación de 12 equipos de cinco países para el desarrollo del baloncesto, a nivel internacional, de equipos de los países del Grupo de Trabajo Alpes-Adriático. Tras la retirada de los clubes italianos y húngaros, la competición contó con la participación de ocho equipos de Austria, Croacia, Eslovaquia y Eslovenia. La temporada siguiente el número de equipos se elevó a 13, con la llegada de equipos de la República Checa; número que aumentó a 16 en 2017-2018 con la entrada de equipos húngaros.

## Equipos 2022–23
| Equipo                         | Ciudad           | Fundación |
| ------------------------------ | ---------------- | --------- |
| BC Geosan Kolín                | Kolín            | 1940      |
| BC GGMT Vienna                 | Vienna           | 2010      |
| BC Komárno                     | Komárno          |           |
| BK KVIS Pardubice              | Pardubice        | 1956      |
| BK Redstone Olomoucko          | Olomouc          | 2017      |
| GKK Šibenka                    | Šibenik          | 2010      |
| Kapfenberg Bulls               | Kapfenberg       | 1976      |
| KD Ilirija                     | Ljubljana        | 1957      |
| KK DepoLink Škrljevo           | Škrljevo         | 1973      |
| KK Furnir                      | Zagreb           | 1976      |
| KK Rogaška                     | Rogaška Slatina  | 1998      |
| KK Zabok                       | Zabok            | 1977      |
| MKS Dąbrowa Górnicza           | Dąbrowa Górnicza | 1992      |
| SCM OHMA Mozzart Bet Timisoara | Timișoara        | 1956      |
| Spišskí Rytieri                | Spišská Nová Ves | 2004      |
| UNGER STEEL Gunners Oberwart   | Oberwart         | 1957      |

## Finales
| Año     | Final                                                     | Final                                                     | Final                                                     | Semifinalistas                                            | Semifinalistas                                            | Semifinalistas                                            |
| Año     | Campeón                                                   | Marcador                                                  | 2.º puesto                                                | 3.º puesto                                                | Marcador                                                  | 4.º puesto                                                |
| ------- | --------------------------------------------------------- | --------------------------------------------------------- | --------------------------------------------------------- | --------------------------------------------------------- | --------------------------------------------------------- | --------------------------------------------------------- |
| 2015–16 | Helios Suns                                               | 66–63                                                     | Zlatorog Laško                                            | Zagreb                                                    | 94–73                                                     | Prievidza                                                 |
| 2016–17 | Rieker Komárno                                            | 160–139 97–72 / 63–67                                     | Helios Suns                                               | Rogaška y Zlatorog Laško                                  | Rogaška y Zlatorog Laško                                  | Rogaška y Zlatorog Laško                                  |
| 2017–18 | Zlatorog Laško                                            | 89–79                                                     | Levickí Patrioti                                          | Brno y USK Praha                                          | Brno y USK Praha                                          | Brno y USK Praha                                          |
| 2018–19 | Egis Körmend                                              | 159–147 67–76 / 92–71                                     | Adria Oil Škrljevo                                        | GTK Gliwice y Patrioti Levice                             | GTK Gliwice y Patrioti Levice                             | GTK Gliwice y Patrioti Levice                             |
| 2019–20 | JIP Pardubice                                             | 185–176 89–96 / 96–80                                     | Armex Děčín                                               | Hallmann Vienna y Swans Gmunden                           | Hallmann Vienna y Swans Gmunden                           | Hallmann Vienna y Swans Gmunden                           |
| 2020–21 | La temporada se canceló debido a la pandemia de COVID-19. | La temporada se canceló debido a la pandemia de COVID-19. | La temporada se canceló debido a la pandemia de COVID-19. | La temporada se canceló debido a la pandemia de COVID-19. | La temporada se canceló debido a la pandemia de COVID-19. | La temporada se canceló debido a la pandemia de COVID-19. |
| 2021–22 | Patrioti Levice                                           | 82–63                                                     | JIP Pardubice                                             | GGMT Vienna y Spišski Rytieri                             | GGMT Vienna y Spišski Rytieri                             | GGMT Vienna y Spišski Rytieri                             |
| 2022–23 | MKS Dąbrowa Górnicza                                      | 86–72                                                     | GGMT Vienna                                               | BC Komárno y Spišski Rytieri                              | BC Komárno y Spišski Rytieri                              | BC Komárno y Spišski Rytieri                              |